# Олссон, Андерс
Андерс Олссон (швед. Anders Olsson; 19 июня 1949, Худдинге) — шведский писатель
, поэт, литературный критик, историк литературы, педагог, профессор литературы Стокгольмского университета. Доктор наук. Член Шведской академии (с 2008).

## Биография
Сын архивариуса.
Изучал скандинавские языки, историю, философию и литературу в университетах Уппсалы и Стокгольма. В 1983 году защитил докторскую диссертацию. Дебютировал как писатель в 1981 году.
Совместно с несколькими литературоведами и критиками издавал журнал «Крис», имевший важное значение для обновления шведских литературных взглядов в 1980-е годы.
Тогда же начал писать литературные обзоры и публиковать собственные стихи. В 1984 году опубликовал свой первый сборник стихов «Dagar, aska», за которым последовало несколько сборников стихов.
Занимался исследованием поэзии Гуннара Экелофа.
Автор около 5 сборников поэзии и книг по истории литературы.
В 2004 году стал профессором литературоведения Стокгольмского университета. В феврале 2008 г. избран в Шведскую академию. В апреле 2018 года стал временно постоянным секретарём Шведской академии. В настоящее время он является председателем комитета Академии по присуждению Нобелевской премии.
Много лет практикует школу мистического созерцания Дзэн.

## Избранные публикации
- 1981 — Mälden mellan stenarna (эссе)
- 1983 — Ekelöfs nej (докторская диссертация)
- 1984 — Intertextualitet
- 1984 — Dagar, aska
- 1986 — De antända polerna
- 1987 — Den okända texten
- 1988 — Bellerofontes resa
- 1991 — Solstämma
- 1992 — Den andra födan
- 1993 — Det vita
- 1995 — Ekelunds hunger
- 1995 — Att skriva dagen
- 1997 — Gunnar Ekelöf
- 1998 — Ett mått av lycka
- 2000 — Läsningar av intet
- 2006 — Skillnadens konst
- 2010 — men så oändligt lätt att svara dig
- 2011 — Ordens asyl
- 2013 — Vad är en suck? (эссе)
- 2015 — Tankar om läsning

## Награды
- Литературная премия Швеции John Landquists pris (1997)
- Премия Läkerols kulturpris (2000)
- Премия Schückska priset (2007)